# Le belle della notte
Le belle della notte (Les Belles de nuit) è un film del 1952 diretto da René Clair.

## Trama
Claudio è un giovane musicista che conduce una vita grigia. L'unico modo per evadere è sognare avventure, soprattutto amorose, che si svolgono in altri luoghi e in altri tempi.
Solo quando si rende conto che nessuna di queste avventure sognate gli può dare la felicità arriva l'ingaggio da parte dell'Opera di Parigi grazie al quale può sposare Susanna.

## Doppiaggio italiano
La versione italiana è stata registrata negli stabilimenti dell'Itala Acustica.